# Cardamine solisii
Cardamine solisii là một loài thực vật có hoa trong họ Cải. Loài này được Phil. mô tả khoa học đầu tiên năm 1856.